# Pachydota
Pachydota is een geslacht van vlinders van de familie spinneruilen (Erebidae), uit de onderfamilie Arctiinae.

## Soorten
- P. albiceps Walker, 1856
- P. drucei Rothschild, 1909
- P. ducasa Schaus, 1905
- P. iodea Herrich-Schäffer, 1855
- P. nervosa Felder, 1874
- P. peruviana Rothschild, 1909
- P. punctata Rothschild, 1909
- P. rosenbergi Rothschild, 1909
- P. saduca Druce, 1895
- P. striata Dognin, 1893